# François Billard
Pour les articles homonymes, voir Billard (homonymie).
 (août 2011).
Si vous disposez d'ouvrages ou d'articles de référence ou si vous connaissez des sites web de qualité traitant du thème abordé ici, merci de compléter l'article en donnant les références utiles à sa vérifiabilité et en les liant à la section « Notes et références ».
 (janvier 2024).
La mise en forme du texte ne suit pas les recommandations de Wikipédia : il faut le « wikifier ».
Les points d'amélioration suivants sont les cas les plus fréquents. Le détail des points à revoir est peut-être précisé sur la page de discussion.
- Les titres sont pré-formatés par le logiciel. Ils ne sont ni en capitales, ni en gras.
- Le texte ne doit pas être écrit en capitales (les noms de famille non plus), ni en gras, ni en italique, ni en « petit »…
- Le gras n'est utilisé que pour surligner le titre de l'article dans l'introduction, une seule fois.
- L'italique est rarement utilisé : mots en langue étrangère, titres d'œuvres, noms de bateaux, etc.
- Les citations ne sont pas en italique mais en corps de texte normal. Elles sont entourées par des guillemets français : « et ».
- Les listes à puces sont à éviter, des paragraphes rédigés étant largement préférés. Les tableaux sont à réserver à la présentation de données structurées (résultats, etc.).
- Les appels de note de bas de page (petits chiffres en exposant, introduits par l'outil «  Source ») sont à placer entre la fin de phrase et le point final[comme ça].
- Les liens internes (vers d'autres articles de Wikipédia) sont à choisir avec parcimonie. Créez des liens vers des articles approfondissant le sujet. Les termes génériques sans rapport avec le sujet sont à éviter, ainsi que les répétitions de liens vers un même terme.
- Les liens externes sont à placer uniquement dans une section « Liens externes », à la fin de l'article. Ces liens sont à choisir avec parcimonie suivant les règles définies. Si un lien sert de source à l'article, son insertion dans le texte est à faire par les notes de bas de page.
- La présentation des références doit suivre les conventions bibliographiques. Il est recommandé d'utiliser les modèles {{Ouvrage}}, {{Chapitre}}, {{Article}}, {{Lien web}} et/ou {{Bibliographie}}. Le mode d'édition visuel peut mettre en forme automatiquement les références.
- Insérer une infobox (cadre d'informations à droite) n'est pas obligatoire pour parachever la mise en page.

Pour une aide détaillée, merci de consulter Aide:Wikification.
Si vous pensez que ces points ont été résolus, vous pouvez retirer ce bandeau et améliorer la mise en forme d'un autre article.
François Billard est un musicien, musicologue, écrivain et journaliste  français né à Toulon le 12 septembre 1948.

## Biographie
Avant de devenir journaliste puis musicologue et écrivain, il avait été musicien de jazz à partir du milieu des années 1960 (free jazz) puis de rock expérimental à partir de la fin de la même décennie au sein du groupe belge Here & Now, puis de Barricade, qu'il a cocréé avec Gérard Lapeyre. Au fil des décennies il a travaillé dans divers groupes de rock expérimental (tendance Beefhart et/ou Zappa dont Zuma et Igloo). Il travaille depuis des années avec un groupe vocal, Hot Mondays.

## Carrière
ÉDITION ET PRESSE :
-	Secrétaire d'édition : Time-Life (1986) 
-	Correcteur typo : notamment chez Time-Life (1985-7). 
-	Secrétaire de rédaction et/ou journaliste : notamment chez Filipacchi (Guitare Magazine, Guitare-Claviers, Jazz Magazine, Musicien, etc.), première moitié des années 1980. Il a réalisé une centaine d'interviews pour ces divers magazines (notamment en anglais). 
PRODUCTIONS MUSICALES :
- Producteur de disques : Pour Jean-Paul Guiter, RCA Jazz (1981 à 1986), EPM (1987 à aujourd'hui) ; Potlatch Prod (son propre label) et Jazz musette (disques de Jo Privat, Francis Varis & Didier Roussin Jean Bonal).
- Producteur radio : France-Musique (entre 1981 et 1988). Il a coproduit un disque de Barricade et contribué à produire dans le domaine de l'électro Talitaah alias Victoria Luka. Il travaille actuellement à la production d'un disque de Nini Dogskin et à son troisième album (orienté slam hip hop).
MANAGEMENT, RÉGIE ET COMMUNICATION :: 
- Pour Michel Salou (Sun Ra, Brigitte Fontaine, Colette Magny, etc.), puis Jo Privat et « Jazz musette » (années 1980).
- 2000 : assistant de production au Grim (Groupe de Recherche et d'Improvisation musicales)

ENSEIGNEMENT ET CONFERENCES : Entre 2002 et 2007, chargé de cours en musicologie à la faculté d'Aix-en-Provence (titulaire d'un Master 2 en musicologie). Il est formateur au CNFPT, formateur spécialisé (bibliothécaires, BDP) et conférencier (notamment dans les médiathèques). Sujets traités : 
-  le jazz toutes catégories (+ jazz et cinéma, jazz et polar, jazz et poésie, Beat generation ...), dont le jazz manouche,  les chanteuses et le jazz klezmer. 
-  La chanson française : surtout "chanson délirante" de Dranem aux Charlots en passant par Boby Lapointe et la chanson "swing" (Trenet, etc. ) et les zazous (ce qui est un sujet en soi, transversal et historique. 
- La “révolution” dans la chanson italienne : Fred Buscaglione, Renato Carosone, Marino Marini- 
- L'accordéon au plan organologique et historique, surtout du musette au swing ; « Jo Privat, le blues du musette »  avec Francis Varis ; « Accordéon et jazz moderne » ; « Squeezing the Blues » (le blues dans l’accordéon) 
- Cinéma et musique (général), et rock et cinéma, par exemple, musique polar et cinéma. 
-  La chanson coloniale (en français), depuis les années 1920 avec Jean Buzelin. 
- Les musiques noires aux États-Unis (blues, rhythm and blues) ; De Howlin’ Wolf à Tom Waits en passant par Captain Beefheart. 
- La country music sous ses aspects singuliers avec Yann Yalego
- Le Far West des Four Corners 
- Detroit capitale plurielle de la musique noire
- Sur la route, musiques et mythologies des grands espaces aux États-Unis (de Pete Seeger à Dylan, en passant par le western swing et Kerouac). 
- Rock expérimental et/ou underground des années 1960 et du début des années 1970 (États-Unis, Royaume Uni, France...) 
- Le saxophone dans toutes les musiques. Concert-Performance :
- On the Road : La Beat Generation » (avec Nini Dogskin et Claude Vittiglio).

## Spectacles musicaux et théâtre
Comédien dans "La pastorale de mars" de Phil G.(2006); Co-auteur et comédien avec Nini Dogdkin dans "La chanson délirante" avec Martial Paoli (2010);  "Que des Grecs en slip versus que du kilt sans slip" monté par Eric Bernard et François Billard (2015) et "Après Homère I, Homère II" (même année), "Y'a bon, mirages de la chanson coloniale" (2015) avec Nini Dogskin, Patrick Portella, Vincent Arnaud et Eric Bernard.Co-auteur et comédien avec Nini Dogskin de « Pierre Dac » dans le cadre de La Radiophonie de la Francophonie (2015). Il participe au Collectif international des irrévérencieux avec Nini Dogskin, Jocelyn Monnier, Jean-Christophe, Petit et Phil G. (2018) 
"La dernière nuit" (2019) pièce de théâtre de Jacques Ponzio où Billard incarne le marquis de Sade. Il participe en tant qu'acteur à un extrait d'une recréation du "Goûter des généraux" de Boris Vian.

## Cinéma
Co-auteur de deux documentaires Jo Privat , le blues du musette (INA) avec Didier Roussin et de "Boby Lapointe... son nez" avec Jean Lassave.
Il apparaît dans des documentaires, tels que La Ciotat, mon bleu des origines de Jean Lassave (2012), « 239 Chemin de Morgiou » de Marie-Claude Treglia (2017); « Marseillais Yeah Yeah Yeah, docu d’Alexandra Musseau (2019)

## Discographie
- Barricade Le rire des camisoles (1969-1974), Futura.
- Arenc Blues, Collectif Dissensus, 1999. "Cocktail Molotov", "Chansons jamais entendues à la radio", "Musiques actuelles, musiques du monde 2013".
- Enema "Corroded" ca. 2001
- Electrolux "Electrolux", 2002.
- Billard/DJpP Le Nouveau retour des vieux, Potlatch Prod, 2014.

Billard/DJpP "Kilt ou double", Potlatch Prod, 2020.

## Publications
- Le Guide du développement local,  éd. Privat, 1984 (pour la DATAR, sous la direction de Marcel Marette).
- Le Jazz'',  éd. M.A., 1985.
- Histoires du saxophone,  éd. Clims, 1986 (en collaboration avec Yves Billard).
- Lennie Tristano,  éd. Le Limon, 1988 (Prix de l'Académie du jazz).
- La vie quotidienne des jazzmen américains,  éd. Hachette, 1989  (traduit et publié au Brésil, 1991).
- Les Chanteuses de jazz,  éd.Ramsay, 1990 (réédition, 1994,  éd. Lieu Commun).
- Jazz Anthology,  éd. EPM, 1991.
- Histoires de l'accordéon,  éd. Climats/INA, 1991 (en collaboration avec Didier Roussin). Prix de l'Académie Charles Cros.
- Django Reinhardt, un géant sur son nuage,  éd. Lieu Commun, 1993.
- Duke Ellington,  éd. du Seuil, 1994 (en collaboration avec Gilles Tordjman).
- La Ciotat, Pays de Lumière Berceau du cinéma,  éd. Climats, 1995.
- Histoires du saxophone,  éd. Climats, 1995 (en collaboration avec Yves Billard), édition augmentée.
- Ella Fitzgerald,  éd. Vade Retro, 1997.
- Don qui shoute et la manque,  éd. Baleine coll Le Poulpe, 1998.
- Adieu les mille,  éd. Jean-Paul Ruyz, 2001.
- Ordre dispersé,  éd. Leo Scheer, 2003.
- Michel Simon, ombres et lumière,  éd. ViaValeriano, 2003.
- Django Reinhardt (version italienne), 2003.
- Duke Ellington (versions chinoises), 2003.
- Django Reinhardt,  éd. Fayard, 2003 (nouvelle édition augmentée).

Traducteur (de l’anglais) d’une vingtaine d’ouvrages dont :
- John Kenneth Galbraith, Chroniques d'un libéral impénitent. Ed. Gallimard, 1981.
- La Navette spatiale.  Ed. D'Au, 1984.
- Bob Reisner, Bird, la légende de Charlie Parker. Ed. Belfond, 1988 (en collaboration avec Catherine Weinberger-Thomas).
- La série "L'Ére du swing". Ed.Time-Life, début des années 1980.
- L’Espagne. Ed. Time-Life, 1986.
- L'Italie. Ed. Time-Life, 1985.
- Sectes secrètes et sagesse ancienne. Ed. Time-Life, 1989.
- Kody Scott, Monster.   Ed. Austral, 1994 (en collaboration avec Joëlle Cabras).
- Frank Lloyd Wright. Fondation Guggenheim, 1996.
- Avisha Mergulit, La Société décente. Ed. Climats, 2000.
- Dave Gelly, Légendes du jazz.  Ed. Hors Commerce, 2001.

Traducteur d’une centaine d’interviews publiées, notamment dans le domaine de la musique